# Pacyfikacja Komorowa i Krasnej
Pacyfikacja Komorowa i Krasnej – zbrodnia wojenna popełniona przez żołnierzy niemieckiego Wehrmachtu 6 września 1939 roku, w czasie II wojny światowej, we wsiach Komorów i Krasna na Kielecczyźnie.
Tego dnia w okolicach Krasnej rozegrał się bój, w którym Niemcy ponieśli poważne straty. W odwecie jeszcze tego samego dnia żołnierze 13 DP (zmot.) spacyfikowali Krasną, a także sąsiedni Komorów. Z ich rąk zginęło 28 cywilów, w tym wiele kobiet i dzieci. Niemcy spalili Komorów, mimo że wieś nie była bezpośrednio objęta działaniami bojowymi.

## Przebieg
5 września 1939 roku w godzinach popołudniowych w okolicach Komorowa i Krasnej pojawiły się niemieckie czołówki pancerne. Tego dnia wielu mieszkańców uciekło ze swych domów, szukając schronienia w sąsiednich wsiach.
6 września 1939 roku w okolicach Krasnej rozegrał się zaciekły bój między elementami polskiej 12 DP (I/9 pp Leg., 1. bateria 12 pal), a niemiecką 13 DP (zmot.). Niemcy ponieśli wtedy poważne straty, stracili m.in. kilka czołgów. Na skutek ostrzału niemieckiej artylerii Krasna stanęła w płomieniach. Niektórzy mieszkańcy Komorowa i Krasnej, którzy nie ewakuowali się poprzedniego dnia, szukali schronienia w okolicznych lasach. Wielu pozostało jednak w swoich gospodarstwach.
Po przełamaniu polskiego oporu Niemcy dopuścili się zbrodni na ludności cywilnej. Ofiary były rozstrzeliwane, zakłuwane bagnetami lub bite na śmierć kolbami karabinowymi. Do piwnic i do budynków wrzucano granaty. Wrzucano je także do dołów i zagłębień terenu, w których ukrywali się cywile.
Komorów został podpalony pociskami zapalającymi – bez żadnego związku z toczącymi się działaniami bojowymi. Niemcy zamordowali tam 18 osób, w tym sześciu mężczyzn, pięć kobiet oraz siedmioro dzieci poniżej 15. roku życia. Najstarsza ofiara liczyła 70 lat, najmłodsza – 2 lata. Zamordowano m.in. siedmiu członków rodziny Supierz.

Brat Antoni doleciał do tego żołnierza, zaczął go prosić i całować po nogach. [Ten] Kazał mu odstąpić na trzy kroki i przebił go bagnetem. Drugi brat, Stefan, schował się za zabite siostry Marię i Krystynę. Niemiec ze stanowiska karabinu maszynowego puścił do niego serię. Brat został ranny lekko trzy razy w głowę i dostał kulę pod prawy obojczyk […] Mama moja wraz z trzyletnim moim bratem, którego schowała pod spódnicą, zaczęła prosić o darowanie życia. Dostała serię w brzuch, zaś brat Edward – schowany u niej – w główkę. Mama miała postrzał w dolną część brzucha i nogi. Również bagnetem została zakłuta siostra stryjeczna – Janina.

W Krasnej zamordowano 10 osób, w tym dwie kobiety. Pięć ofiar było narodowości żydowskiej. Tym samym w obu wsiach zamordowano łącznie 28 osób.
W Komorowie trzy ciężko ranne osoby przeżyły egzekucję. W Krasnej raniona została 8-letnia dziewczynka. Kilku mieszkańców Komorowa i Krasnej dołączono do grupy około piętnastu wziętych do niewoli żołnierzy WP i pognano w kierunku Mniowa. Po drodze kilkukrotnie ustawiano ich do rozstrzelania, do egzekucji jednak nie doszło. Ostatecznie wszystkich zabrano do Łopuszna. Jeszcze 6 września lub następnego dnia cywile zostali zwolnieni do domów.
Gdy wspomniani cywile byli prowadzeni w kierunku Mniowa, podczas niedoszłych egzekucji oskarżano ich o ostrzeliwanie niemieckich żołnierzy. Podobne oskarżenia można znaleźć w dzienniku wojennym niemieckiego lekarza wojskowego ze 101 pułku piechoty, do którego dotarł Jochen Böhler. Brak jednak jakichkolwiek dowodów na aktywny udział ludności cywilnej w walkach nad Krasną. Pacyfikacja dwóch wsi była więc prawdopodobnie aktem zemsty za straty poniesione przez Niemców w tym boju.